# Interpreter (Entwurfsmuster)
Der Interpreter (englisch interpreter pattern) ist ein Entwurfsmuster aus dem Bereich der Softwareentwicklung und gehört zu der Kategorie der Verhaltensmuster (englisch behavioural patterns). Das Muster ist eines der sogenannten GoF-Muster.
Das Interpretermuster definiert eine Repräsentation für die Grammatik einer Sprache und die Möglichkeit, Sätze dieser Sprache zu interpretieren.

## Verwendung
Wenn ähnliche Probleme oft genug gelöst werden müssen, ist es häufig sinnvoll, das Problem mit einer einfachen Sprache zu beschreiben. Beispiele für ein solches Problem sind das Auswerten von regulären Ausdrücken und die Berechnung von logischen oder mathematischen Formeln.

## Bestandteile
Die abstrakte Klasse AbstrakterAusdruck schreibt eine Methode Interpretiere() vor, die von allen abgeleiteten, konkreten Klassen implementiert werden muss und den entsprechenden Ausdruck auswertet.
Ein TerminalerAusdruck steht für einen Ausdruck, der keinen Unterausdruck hat, d. h. für einen festen Wert innerhalb eines gemäß der Grammatik geformten Satzes. Z. B. steht Zahl für einen Zahlenwert innerhalb einer mathematischen Formel.
Ein NonterminalerAusdruck steht für einen Ausdruck, der aus Unterausdrücken besteht, zum Beispiel Addition oder Multiplikation, die beide zwei Operanden als Unterausdrücke benötigen. Ein Unterausdruck kann sowohl ein TerminalerAusdruck als auch ein NichtterminalAusdruck sein.
Für den zu interpretierenden Satz wird gemäß der Grammatik ein Syntaxbaum aus Nichtterminal- und Terminalausdrücken aufgebaut. Dies kann durch einen externen Parser oder den Klienten selbst geschehen. Der Klient wertet diesen Syntaxbaum aus, indem er für den obersten Ausdruck die Methode Interpretiere() aufruft.
Im Kontext werden die konkreten Werte der Terminalausdrücke gekapselt, mit denen der Satz interpretiert werden soll, z. B. die Belegung von Variablen.

## Vorteile
Die Grammatik kann durch dieses Entwurfsmuster leicht geändert oder erweitert, derselbe Satz oder Ausdruck durch Ändern des Kontextes immer wieder auf neue Art und Weise interpretiert werden.

## Nachteile
Für komplexe Grammatiken und sehr große Sätze ist das Interpretermuster ungeeignet, da die Klassenhierarchie zu groß wird und die Effizienz bei großen Syntaxbäumen leidet. Sollen komplexe Grammatiken verarbeitet werden, eignet sich Rekursiver Abstieg oder Parsergenerator besser. Große Syntaxbäume werden üblicherweise in andere Strukturen konvertiert und zum Beispiel mit Hilfe von Zustandsautomaten bearbeitet.

## Beispiele
Diese C++11 Implementierung basiert auf dem vor C++98 Beispielcode im Buch Entwurfsmuster.
```
#include
 
<iostream>

#include
 
<map>

#include
 
<cstring>

class
 
Kontext
;

class
 
BoolscherAusdruck
 
{

public
:

  
BoolscherAusdruck
()
 
=
 
default
;

  
virtual
 
~
BoolscherAusdruck
()
 
=
 
default
;

  
virtual
 
bool
 
werteAus
(
Kontext
&
)
 
=
 
0
;

  
virtual
 
BoolscherAusdruck
*
 
ersetze
(
const
 
char
*
,
 
BoolscherAusdruck
&
)
 
=
 
0
;

  
virtual
 
BoolscherAusdruck
*
 
kopiere
()
 
const
 
=
 
0
;

};

class
 
VariablenAusdruck
;

class
 
Kontext
 
{

public
:

  
Kontext
()
 
:
m
()
 
{}

  
bool
 
lookup
(
const
 
VariablenAusdruck
*
 
key
)
 
{
 
return
 
m
.
at
(
key
);
 
}

  
void
 
weiseZu
(
const
 
VariablenAusdruck
*
 
key
,
 
bool
 
value
)
 
{
 
m
[
key
]
 
=
 
value
;
 
}

private
:

  
std
::
map
<
const
 
VariablenAusdruck
*
,
 
bool
>
 
m
;

};

class
 
VariablenAusdruck
 
:
 
public
 
BoolscherAusdruck
 
{

public
:

  
VariablenAusdruck
(
const
 
char
*
 
name_
)
 
:
name
(
nullptr
)
 
{

    
name
 
=
 
strdup
(
name_
);

  
}

  
virtual
 
~
VariablenAusdruck
()
 
=
 
default
;

  
virtual
 
bool
 
werteAus
(
Kontext
&
 
einKontext
)
 
{

    
return
 
einKontext
.
lookup
(
this
);

  
}

  
virtual
 
BoolscherAusdruck
*
 
ersetze
(
const
 
char
*
 
name_
,
 
BoolscherAusdruck
&
 
ausdruck
)
 
{

    
if
 
(
0
 
==
 
strcmp
(
name_
,
 
name
))
 
{

      
return
 
ausdruck
.
kopiere
();

    
}
 
else
 
{

      
return
 
new
 
VariablenAusdruck
(
name
);

    
}

  
}

  
virtual
 
BoolscherAusdruck
*
 
kopiere
()
 
const
 
{

    
return
 
new
 
VariablenAusdruck
(
name
);

  
}

  
VariablenAusdruck
(
const
 
VariablenAusdruck
&
)
 
=
 
delete
;
 
// Dreierregel

  
VariablenAusdruck
&
 
operator
=
(
const
 
VariablenAusdruck
&
)
 
=
 
delete
;

private
:

  
char
*
 
name
;

};

class
 
UndAusdruck
 
:
 
public
 
BoolscherAusdruck
 
{

public
:

  
UndAusdruck
(
BoolscherAusdruck
*
 
op1
,
 
BoolscherAusdruck
*
 
op2
)

    
:
operand1
(
nullptr
),
 
operand2
(
nullptr
)
 
{

    
operand1
 
=
 
op1
;

    
operand2
 
=
 
op2
;

  
}

  
virtual
 
~
UndAusdruck
()
 
=
 
default
;

  
virtual
 
bool
 
werteAus
(
Kontext
&
 
einKontext
)
 
{

    
return
 
operand1
->
werteAus
(
einKontext
)
 
&&
 
operand2
->
werteAus
(
einKontext
);

  
}

  
virtual
 
BoolscherAusdruck
*
 
ersetze
(
const
 
char
*
 
name_
,
 
BoolscherAusdruck
&
 
ausdruck
)
 
{

    
return
 
new
 
UndAusdruck
(
operand1
->
ersetze
(
name_
,
 
ausdruck
),

      
operand2
->
ersetze
(
name_
,
 
ausdruck
));

  
}

  
virtual
 
BoolscherAusdruck
*
 
kopiere
()
 
const
 
{

    
return
 
new
 
UndAusdruck
(
operand1
->
kopiere
(),
 
operand2
->
kopiere
());

  
}

  
UndAusdruck
(
const
 
UndAusdruck
&
)
 
=
 
delete
;
 
// Dreierregel

  
UndAusdruck
&
 
operator
=
(
const
 
UndAusdruck
&
)
 
=
 
delete
;

private
:

  
BoolscherAusdruck
*
 
operand1
;

  
BoolscherAusdruck
*
 
operand2
;

};

int
 
main
()
 
{

  
BoolscherAusdruck
*
 
ausdruck
;

  
Kontext
 
kontext
;

  
VariablenAusdruck
*
 
x
 
=
 
new
 
VariablenAusdruck
(
"X"
);

  
VariablenAusdruck
*
 
y
 
=
 
new
 
VariablenAusdruck
(
"Y"
);

  
ausdruck
 
=
 
new
 
UndAusdruck
(
x
,
 
y
);

  
kontext
.
weiseZu
(
x
,
 
false
);

  
kontext
.
weiseZu
(
y
,
 
true
);

  
bool
 
resultat
 
=
 
ausdruck
->
werteAus
(
kontext
);

  
std
::
cout
 
<<
 
resultat
 
<<
 
'\n'
;

  
kontext
.
weiseZu
(
x
,
 
true
);

  
kontext
.
weiseZu
(
y
,
 
true
);

  
resultat
 
=
 
ausdruck
->
werteAus
(
kontext
);

  
std
::
cout
 
<<
 
resultat
 
<<
 
'\n'
;

}

```

Die Programmausgabe ist:
```
0

1

```

In der umgekehrten polnischen Notation (UPN) sind Ausdrücke gemäß folgender Grammatik gegeben:
```
expression ::= plus | minus | variable | number
plus ::= expression expression '+'
minus ::= expression expression '-'
variable ::= 'a' | 'b' | 'c' | ... | 'z'
number ::= '-'? ('0' | '1' | '2' | ... | '9')+

```

Beispiele für Ausdrücke, die dieser Grammatik entsprechen, sind
```
1 1 +
a 2 + 3 -
5 4 - a b + +

```

Der Interpreter sieht für jeden Terminal-Ausdruck und für jeden Nichtterminal-Ausdruck eine konkrete Klasse vor, die eine gemeinsame Schnittstelle implementiert. Diese Schnittstelle schreibt vor, dass die jeweilige Klasse einen zu ihr passenden Ausdruck in einem Kontext interpretieren können muss. Der Kontext ist hier die Belegung der Variablen:
```
import
 
java.util.*
;

/**

 * Interface for all expression types

 */

interface
 
IExpressable
 
{

    
/**

     * Interprets the passed variables

     * @param variables

     * @return Result

     */

    
int
 
interpret
(
final
 
HashMap
<
String
,
 
Integer
>
 
variables
);

}

/**

 * Class for a non-terminal expression

 */

class
 
Plus
 
implements
 
IExpressable
 
{

    
/** Left operation */

    
private
 
IExpressable
 
leftOperand
 
=
 
null
;

    
/** Right operation */

    
private
 
IExpressable
 
rightOperand
 
=
 
null
;

    
/**

     * Constructor

     * @param left Left expression

     * @param right Right expression

     */

    
public
 
Plus
(
final
 
IExpressable
 
left
,
 
final
 
IExpressable
 
right
)
 
{

        
leftOperand
  
=
 
left
;

        
rightOperand
 
=
 
right
;

    
}

    
/* (non-Javadoc)

     * @see interpreter.IExpressable#interpret(java.util.HashMap)

     */

    
@Override

    
public
 
int
 
interpret
(
final
 
HashMap
<
String
,
 
Integer
>
 
variables
)
 
{

        
return
 
leftOperand
.
interpret
(
variables
)

                
+
 
rightOperand
.
interpret
(
variables
);

    
}

    
/**

     * Converts the content to a readable string by overloading the Object

     * method.

     * @return String representation

     */

    
public
 
String
 
toString
()
 
{

        
return
 
leftOperand
.
toString
()
 
+
 
" + "

                
+
 
rightOperand
.
toString
();

    
}

}

/**

 * Class for a non-terminal expression

 */

class
 
Minus
 
implements
 
IExpressable
 
{

    
/** Left operation */

    
private
 
IExpressable
 
leftOperand
 
=
 
null
;

    
/** Right operation */

    
private
 
IExpressable
 
rightOperand
 
=
 
null
;

    
/**

     * Constructor

     * @param left Left expression

     * @param right Right expression

     */

    
public
 
Minus
(
final
 
IExpressable
 
left
,

            
final
 
IExpressable
 
right
)
 
{

        
leftOperand
  
=
 
left
;

        
rightOperand
 
=
 
right
;

    
}

    
/* (non-Javadoc)

     * @see interpreter.IExpressable#interpret(java.util.HashMap)

     */

    
@Override

    
public
 
int
 
interpret
(
final
 
HashMap
<
String
,
 
Integer
>
 
variables
)
 
{

        
return
 
leftOperand
.
interpret
(
variables
)

                
-
 
rightOperand
.
interpret
(
variables
);

    
}

}

/**

 * Class for a terminal expression

 */

class
 
Variable
 
implements
 
IExpressable
 
{

    
/** Variable name */

    
private
 
String
 
name
 
=
 
null
;

    
/**

     * Constructor

     * @param name

     */

    
public
 
Variable
(
final
 
String
 
name
)
 
{

        
this
.
name
 
=
 
name
;

    
}

    
/* (non-Javadoc)

     * @see interpreter.IExpressable#interpret(java.util.HashMap)

     */

    
@Override

    
public
 
int
 
interpret
(
final
 
HashMap
<
String
,
 
Integer
>
 
variables
)
 
{

        
return
 
variables
.
get
(
name
);

    
}

}

/**

 * Class for a terminal expression

 */

class
 
Number
 
implements
 
IExpressable
 
{

    
/** Number object */

    
private
 
int
 
number
 
=
 
0
;

    
/**

     * Constructor

     * @param number

     */

    
public
 
Number
(
final
 
int
 
number
)
 
{

        
this
.
number
 
=
 
number
;

    
}

    
/* (non-Javadoc)

     * @see interpreter.IExpressable#interpret(java.util.HashMap)

     */

    
@Override

    
public
 
int
 
interpret
(
final
 
HashMap
<
String
,
 
Integer
>
 
variables
)
 
{

        
return
 
number
;

    
}

}

```

Der Interpreter beschäftigt sich nicht mit dem Parsen des ursprünglichen Ausdrucks und dem Erzeugen des Syntax-Baumes, der dem Ausdruck entspricht. Der Vollständigkeit halber hier die Implementierung eines einfachen Parsers. Er ist unvollständig in dem Sinne, dass er manche nicht-gültige Ausdrücke nicht verwirft! (Aber alle gültigen Ausdrücke parst er korrekt und erzeugt den Syntax-Baum dafür.)
```
class
 
Parser
 
{

    
/**

     * Parser method

     * @param expression

     * @return Parsed result

     */

    
static
 
public
 
IExpressable
 
parseExpression
(
final
 
String
 
expression
)
 
{

        
IExpressable
 
syntaxTree
 
=
 
null
;

        
Pattern
 
numberPattern
 
=
 
Pattern
.
compile
(
"[+-]?\\d+"
);

        
Stack
<
IExpressable
>
 
expressionStack
 
=
 
new
 
Stack
<
IExpressable
>
();

        
for
 
(
String
 
token
 
:
 
expression
.
split
(
" "
))
 
{

            
if
  
(
token
.
equals
(
"+"
))
 
{

                
IExpressable
 
subExpression
 
=
 
new
 
Plus
(
expressionStack
.
pop
(),

                        
expressionStack
.
pop
());

                
expressionStack
.
push
(
subExpression
);

            
}
 
else
 
if
 
(
token
.
equals
(
"-"
))
 
{

                
IExpressable
 
subExpression
 
=
 
new
 
Minus
(
expressionStack
.
pop
(),

                        
expressionStack
.
pop
());

                
expressionStack
.
push
(
subExpression
);

            
}
 
else
 
if
(
numberPattern
.
matcher
(
token
).
matches
())
 
{

                
expressionStack
.
push
(
new
 
Number
(
Integer
.
parseInt
(
token
.
trim
())));

            
}
 
else
 
expressionStack
.
push
(
new
 
Variable
(
token
));

        
}

        
syntaxTree
 
=
 
expressionStack
.
pop
();

        
return
 
syntaxTree
;

    
}

}

/**

 * Test class

 */

public
 
class
 
InterpreterExample
 
{

    
/**

     * Test method for the interpreter

     * @param arguments

     */

    
public
 
static
 
void
 
main
(
final
 
String
[]
 
arguments
)
 
{

        
final
 
String
 
expression
 
=
 
"w x z - + -2 +"
;

        
final
 
HashMap
<
String
,
 
Integer
>
 
variables
 
=

                
new
 
HashMap
<
String
,
 
Integer
>
();

        
variables
.
put
(
"w"
,
 
5
);

        
variables
.
put
(
"x"
,
 
33
);

        
variables
.
put
(
"z"
,
 
10
);

        
final
 
IExpressable
 
tree
 
=
 
Parser
.
parseExpression
(
expression
);

        
System
.
out
.
println
(
tree
.
interpret
(
variables
));

    
}

}

```

Es ist nun recht einfach, die Grammatik zu erweitern und die erweiterten Ausdrücke zu interpretieren. Um eine Quadrier-Funktion sqr einzubauen (einen unären Operator), muss nur eine neue Klasse eingeführt werden:
```
/**

 * Class for a non-terminal expression

 */

class
 
SqrFunction
 
implements
 
IExpressable
 
{

    
/** Operand */

    
IExpressable
 
operand
 
=
 
null
;

    
/**

     * Constructor

     * @param operand

     */

    
public
 
SqrFunction
(
final
 
IExpressable
 
operand
)
  
{

        
this
.
operand
 
=
 
operand
;

    
}

    
/* (non-Javadoc)

     * @see interpreter.IExpressable#interpret(java.util.HashMap)

     */

    
@Override

    
public
 
int
 
interpret
(
final
 
HashMap
<
String
,
Integer
>
 
variables
)
 
{

        
int
 
tmp
 
=
 
operand
.
interpret
(
variables
);

        
return
 
tmp
*
tmp
;

    
}

}

```

Der (unvollständige) Parser kann folgendermaßen erweitert werden, um auch sqr-Ausdrücke zu parsen:
```
     
else
 
if
(
token
.
equals
(
"sqr"
))
 
{

        
IExpressable
 
subExpression
 
=
 
new
 
SqrFunction
(
expressionStack
.
pop
());

                
expressionStack
.
push
(
 
subExpression
 
);

     
}

```

## Verwandte Entwurfsmuster
Der Syntaxbaum wird durch ein Kompositum beschrieben.
Ein Visitor kann das Verhalten aller Nichtterminalsymbole in sich kapseln, um die Anzahl der Klassen zu verringern und/oder das Verhalten dieser austauschbar zu gestalten.
Mit Hilfe des Flyweight können Terminalsymbole gemeinsam genutzt werden.
Ein Iterator kann verwendet werden, um den Syntaxbaum zu traversieren.